# Ромби (остров)
Ро́мби (Ро́мви, греч. Ρόμβη), также Толо́н — необитаемый остров в Греции. Расположен в 1,5 километрах к юго-востоку от Толона в бухте Толон в восточной части залива Арголикос Эгейского моря. Площадь 1,6 квадратного километра. В Средние века на острове было поселение, обитаемое с классического периода. В западной части сохранились руины венецианской крепости. Относится к общине (диму) Нафплиону в периферийной единице Арголиде в периферии Пелопоннес. Рядом находятся небольшие острова Даскальо и Корониси.